# Anchiszombatya niger
Anchiszombatya niger là một loài bọ cánh cứng trong họ Elateridae. Loài này được Platia & Schimmel miêu tả khoa học năm 1996.